# گربه‌های فضایی
گربه‌های فضایی (انگلیسی: Space Cats) نام یک سریال عروسکی برای گروه سنی کودکان است که در سال ۱۹۹۱ توسط شبکهٔ ان بی سی پخش می‌شد. این سریال در دههٔ هفتاد شمسی از تلویزیون ایران نیز پخش شد.

## موضوع فیلم
گربه‌هایی با نام تام، پنجولی و تیزپا به سیارهٔ زمین می‌آیند تا عدالت را در همه جا برقرار کنند. آنها بسیار قوی و پشمالو هستند و بزرگترین مبارزان علیه جرم و جنایتند و هرگز اشتباه نمی‌کنند. «تام»، متخصص در تیراندازی و استفاده از اسلحه است. «پنجولی» که دائم چنگ می‌زند و دچار یک خارش فضایی است، استاد تغییر قیافه است و می‌تواند گربه‌ها را استتار کند. «تیزبو» نیز با حس بویایی فوق‌العاده قوی می‌تواند مشکلات کهکشان‌های دیگر را حس کند.
آنها از سیاره‌ایی بسیار دور و ناشناخته در فضا به نام «تری‌گلیسرید۷» به زمین آمده‌اند گربه‌های فضایی در یک زمان فقط می‌توانند به یک چیز فکر کنند. مأموریت آنها در زمین تلاش در جستجوی حقیقت و عدالت است و همین‌طور یافتن غذاهای خوب که طعم ماهی ندهد! گربه‌های فضایی از نژاد غیر طبیعی و جنگجویان فضایی هستند. مخفیگاه آنها در یک جای ناشناخته قرار دارد و آن‌قدر محرمانه است که حتی خود گربه‌های فضایی هم نمی‌دانند کجا هستند. در همین مخفیگاه است که می‌توانند دنیای بالای سرشان را نگاه کرده و از پیشرفت علم فضایی استفاده و بهره‌برداری کنند. جالب است که بدانید آنها حتی از تلویزیون کابلی هم در این مکان استفاده می‌کنند! گربه‌های فضایی بسیار ساعی، هوشیار و سخت کوشند. آنها همیشه مشغول کار هستند و از کار خسته نمی‌شوند؛ البته بجز سه‌شنبه‌ها و بعضی تعطیلات اداری! گربه‌های فضایی توسط فرمانده و مربی ورزش خودشان «کاپتان میو» رهبری و هدایت می‌شوند. گربه‌های فضایی دستورهایی را دریافت می‌کنند که در سرنوشت ساکنان این کُره مؤثر است. دستورهایی که از سیارهٔ خودشان توسط یک مجری مسابقه (با نام اصلی DORC چارلز نلسون ریلی که مخفف فرماندهٔ شکست‌ناپذیر گربه‌هاست) که «رئیس» صدایش می‌کنند، فرستاده می‌شود.